# Pelagia Mendoza
Pelagia Mendoza (1867 - 1939) est la première femme sculpteur aux Philippines et la première étudiante à l'École de dessin et de peinture de son pays.

## Biographie
Née dans le quartier de Pateros à Manille le 9 juin 1867, elle est la deuxième de cinq enfants de Venancio Mendoza et Evarista Gotianquin.
Dès son plus jeune âge, elle s’intéresse à l’art, dessinant des paysages, brodant des mouchoirs et modelant des personnages et des animaux en argile.
À l'âge de 22 ans, est devient la première femme à entrer à l'École de dessin et de peinture de son pays,. Elle reçoit l'enseignement du sculpteur philippin Manuel Flores et du peintre espagnol Lorenzo Rocha, également directeur de l'établissement, auprès de qui elle grandit comme artiste jusqu'à obtenir son diplôme en peinture en 1892 et en sculpture en 1898,.
En 1892, avant d'avoir terminé son cursus de sculpture, elle remporte le premier prix du concours d'art quadricentenaire de Columbus, organisé par le gouvernement espagnol, pour un buste en cire de Christophe Colomb. Il a été décerné par le gouverneur général Eulogio Despujol y Dusay (en). Pour son buste, Pelagia a également remporté le deuxième prix de l’Exposition universelle de 1893, faisant d'elle le premier artiste plastique philippin a acquérir une renommée internationale.
Elle développe ses compétences en peinture, notamment dans les paysages, et remporte de nombreux prix. En plus de la peinture et de la sculpture, elle s’intéresse également à la broderie, à la décoration des mouchoirs et aux revêtements de meubles.
En 1892, Pelagia épouse l'orfèvre Crispulo Zamora (1871-1922), avec qui elle étudiait et avec qui elle a eu sept enfants. Pour maintenir leur famille, le couple établit une affaire de gravure, Crispulo Zamora and Sons, Inc., qui devient connu pour ses bijoux et ornements religieux. À la mort de son époux en 1922, Pelagia prend en charge l'affaire. Après avoir voyagé dans plusieurs pays pour étudier différentes techniques de gravure et de taille de métaux, elle contribue à la modernisation du travail du métal et à l'industrie de la gravure aux Philippines.
Elle meurt le 13 mars 1939, reconnue comme étant la première artiste philippine femme à entrer dans l'histoire de l'art philippine. Toutes ses œuvres ont cependant été détruites lors des bombardements de la seconde guerre mondiale, en 1941-1942.